# Vilém Chmelař
Vilém Chmelař (19. listopadu 1892 Podolí – 21. června 1988 Brno) byl český psycholog, vysokoškolský pedagog, filozof a člen Československé akademie věd.

## Život
Vilém Chmelař pocházel z agrárního prostředí malé vesnice. Po maturitě na reálném gymnáziu působil krátce jako učitel na obchodní škole, avšak posléze dostal příležitost studovat na Univerzitě Karlově filozofii, historii a geografii, přičemž se profiloval zejména v oboru psychologie. Rok studia strávil také v Lipsku a roku 1925 získává doktorát z filozofie.
Poté, co odešel do Brna, působil jako neplacený asistent na nově budovaném Psychologickém ústavu FF MU. V roce 1939 díky této činnosti získal titul docenta psychologie. Věnoval se také experimentální psychologii pod vedením Mihajla Rostohara a spolu s ním mimo jiné založil časopis Psychologie. Po druhé světové válce působil již v pozici mimořádného profesora teoretické a užité psychologie a vyučoval také na Vysoké škole sociální v Brně a Pedagogické fakultě MU. Pedagogickou fakultu dokonce v roce 1948 od října do prosince vedl jako děkan.
Po komunistickém převratu vedl nově zřízenou Katedru psychologie a pedagogiky FF MU a řádným profesorem se stává roku 1949. V letech 1949–1950 a poté také v 1952–1954, se stává děkanem FF MU a několikrát také působí ve funkci proděkana. Ačkoli vstoupil do KSČ, nikdy nebyl zapáleným komunistou a jednal velmi obezřetně. Svým osobitým trpělivým způsobem přispěl k zachování i rozvoji mnoha oborů na FF MU.
Mezi jeho další pedagogicko-psychologickou činnost patřila také od roku 1956 práce v ČSAV. Ještě roku 1965 mu byl udělen titul doktor věd (DrSc.) a od roku 1967 se stal ředitelem Psychologického ústavu ČSAV. Zůstal vědecky aktivní až do své smrti.

## Dílo
- Vnímání tvarů a indirektivní vidění (1939; habilitační práce)
- Poznávání zobrazených předmětů (1948)
- Utváření volních kresebních pohybů u dítěte raného věku (1948)

Za svou práci získal Chmelař řadu ocenění, mj. Řád práce, zlatou plaketu ČSAV Za zásluhy o vědu a lidstvo a zlatou medaili UJEP.